# Challenger de Tallahassee 2024
El torneo Tallahassee Tennis Challenger 2024 fue un torneo de tenis perteneció al ATP Challenger Tour 2024 en la categoría Challenger 75. Se trató de la 24ª edición; el torneo tuvo lugar en la ciudad de Tallahassee (Estados Unidos), desde el 15 hasta el 21 de abril de 2024 sobre pista de tierra batida al aire libre.

## Jugadores participantes del cuadro de individuales
| Preclasificado | País                      | Jugador             | Rank1 | Posición en el torneo |
| 1              | Bandera de Estados Unidos | Jeffrey John Wolf   | 102   | Primera ronda         |
| 2              | Bandera de Bélgica        | Zizou Bergs         | 109   | CAMPEÓN               |
| 3              | Bandera de Estados Unidos | Patrick Kypson      | 144   | Primera ronda         |
| 4              | Bandera de Estados Unidos | Denis Kudla         | 162   | Primera ronda         |
| 5              | Bandera de Australia      | Marc Polmans        | 172   | Baja                  |
| 6              | Bandera de Estados Unidos | Martin Damm         | 177   | Primera ronda         |
| 7              | Bandera de Suiza          | Alexander Ritschard | 195   | Cuartos de final      |
| 8              | Bandera de Estados Unidos | Tristan Boyer       | 196   | Primera ronda         |

- 1 Se ha tomado en cuenta el ranking del 8 de abril de 2024.

### Otros participantes
Los siguientes jugadores recibieron una invitación (wild card), por lo tanto ingresan directamente al cuadro principal (WC):
- Kaylan Bigun
- Stefan Kozlov
- Duarte Vale

Los siguientes jugadores ingresan al cuadro principal tras disputar el cuadro clasificatorio (Q):
- Andrés Andrade
- Bogdan Bobrov
- Corentin Denolly
- Bruno Kuzuhara
- Victor Lilov
- Gerald Melzer

## Campeones

### Individual Masculino
- Zizou Bergs derrotó en la final a  Mitchell Krueger por 6–4, 7–6(9)

### Dobles Masculino
- Simon Freund /  Johannes Ingildsen derrotaron en la final  William Blumberg /  Luis David Martínez por 7–5, 7–6(4)